# Nannoscincus
Nannoscincus — рід сцинкоподібних ящірок родини сцинкових (Scincidae). Представники цього роду є ендеміками Нової Каледонії.

## Види
Рід Nannoscincus нараховує 12 видів:
- Nannoscincus exos Bauer & Sadlier, 2000
- Nannoscincus fuscus Günther, 1872
- Nannoscincus garrulus Sadlier, Bauer & S.A. Smith, 2006
- Nannoscincus gracilis (Bavay, 1869)
- Nannoscincus greeri Sadlier, 1987
- Nannoscincus hanchisteus Bauer & Sadlier, 2000
- Nannoscincus humectus Bauer & Sadlier, 2000
- Nannoscincus koniambo Sadlier, Bauer, A.H. Whitaker & Wood, 2014
- Nannoscincus manautei Sadlier, Bauer, A.H. Whitaker & S.A. Smith, 2004
- Nannoscincus mariei (Bavay, 1869)
- Nannoscincus rankini Sadlier, 1987
- Nannoscincus slevini (Loveridge, 1941)

## Етимологія
Наукова назва роду Nannoscincus походить від сполучення слів дав.-гр. ναννος — карлик і σκιγκος — ящірка, сцинк.